# فرزندان (فیلم ۱۹۷۹)
فرزندان (انگلیسی: The Brood) فیلمی در ژانر ترسناک و علمی–تخیلی به کارگردانی دیوید کراننبرگ است که در سال ۱۹۷۹ منتشر شد. از بازیگران آن می‌توان به الیور رید، سامانتا اگار و هاردینگ بکمان اشاره کرد.